# 鈴木明子
鈴木 明子（すずき あきこ、1985年3月28日 - ）は、2000年代から2010年代にかけて活躍した日本のフィギュアスケート選手（女子シングル）で現在はプロスケーター、振付師。2010年バンクーバーオリンピック・2014年ソチオリンピック日本代表（2大会連続8位入賞）。2012年世界選手権3位、2011年グランプリファイナル2位、2013年全日本選手権優勝。

## 人物
愛知県豊橋市出身。豊橋市立花田小学校、名古屋経済大学高蔵中学校・高等学校、東北福祉大学総合福祉学部社会福祉学科卒業。愛称はアッコ、アッコちゃん。現在は邦和みなと スポーツ&カルチャー（旧・邦和スポーツランド、東邦ガス・東邦不動産運営のスポーツクラブ）に所属。趣味は読書、ヨガ。特技は書道、料理。女性シンガーMetisの曲を好み、聞きながら練習することがある。Metisとは同じ誕生日で親交も深く、鈴木がMetisのプロモーションビデオに出演したことがある。
全日本選手権で初めて表彰台に登り冬季オリンピック初出場が24歳、また全日本選手権初優勝と冬季五輪二度目の出場が28歳と、20代半ばに入った頃から顕著な成績を残しており、日本代表の女子フィギュアスケート選手としては類い稀の非常な遅咲きの選手であった。下記のように、摂食障害などを乗り越えた苦労人でもある。レッドブルの愛飲者である（疲れた時や、頑張りどころと思ったときに飲む）。
2016年6月20日、自身が出演する番組で小学校の同級生と婚約したことを公表。翌年の2月6日には同番組中で、2月1日に結婚したことを発表したが、2018年9月に離婚した。
2018年3月、トルコ・イスタンブール日本人会の親善大使に就任。

## 経歴

### 大学時代まで
6歳のころスケートを始めた。名古屋の荻野正子の指導のもと、ノービス時代から頭角を現した。小学6年になるとジャンプの指導に定評がある長久保裕が仙台市のリンク（現・アイスリンク仙台）で開催していた1週間の夏合宿に初めて参加し、中学校に上がってからもほぼ毎年参加した。中学1年となった1997-1998シーズン、1998年長野オリンピックを前に1997年10月に初開催された第1回全日本フィギュアスケートノービス選手権大会のAクラスで3位に入った。
高校1年に上がった2000-2001シーズンは、全日本フィギュアスケートジュニア選手権で2位、全日本選手権で4位。2001-2002シーズンはジュニア特別強化選手に指定され、ジュニアGP・SBC杯で優勝、ジュニアGPファイナルでは3位となった。全日本選手権で前年に続いて4位となり、四大陸選手権にも出場した。定評のある表現力はこの頃までに身についていたものである。2002-2003シーズンからはジュニア特別強化選手兼シニア強化選手となり、ムラドストトロフィージュニアクラスで1位となった。
高校時代にジュニアGPシリーズに出場するようになってから、夏休み期間中は仙台に滞在して長久保コーチの指導を仰ぐようになっていたため、2003年春には東北福祉大学（仙台市）に進学し、長久保の自宅に下宿して指導を受けるようになった。初めて親元を離れるなどの環境の変化から引き起こされた摂食障害により健康を害し、2003-2004シーズンは競技会に出られない日々が続いた。2003年のスケートカナダにエントリーしていたが、出場を辞退している。
2004-2005シーズンから競技会に復帰した。同シーズンに一度強化選手の指定を解除されていたが、翌シーズンに再指定された。2006-2007シーズンのユニバーシアード冬季大会で優勝。

### 24歳・バンクーバー五輪8位入賞
大学卒業後の2007年4月からは長久保コーチのいる名古屋の邦和スポーツランドに拠点を移し、同施設を運営している会社の契約社員になった。2007-2008シーズン、ゴールデンスピンで優勝。全日本選手権では5位に入った。

2008-2009シーズン、ネーベルホルン杯で3位となり、フィンランディア杯では優勝。開催国枠でNHK杯に初出場し、銀メダルを獲得。全日本選手権では4位、惜しくも表彰台及び世界選手権選出は逃したが、7季ぶりに四大陸選手権に出場し8位に入った。

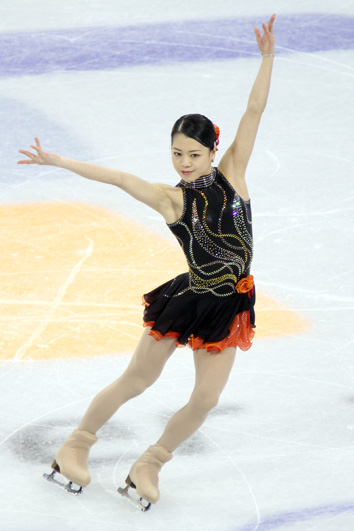
バンクーバーオリンピックショートプログラムの演技

24歳で迎えた2009-2010シーズン、中国杯でGPシリーズ初優勝。初出場のGPファイナルでは3位に入った。全日本選手権では初の表彰台となる2位に入り、バンクーバーオリンピック代表選出を果たした。四大陸選手権では2位、この大会のSPではスピン・ステップ・スパイラル全てレベル4を獲得した。
2010年2月のバンクーバーオリンピックにおいては、SPでミスが出て11位の発進だったが、フリースケーティングでは7位となり総合で8位入賞を果たす。現役引退で出場辞退した中野友加里に替わり、これも自身初の出場だった同年3月の世界選手権は、SPでジャンプやスパイラルの失敗が目立ち20位と大きく出遅れるも、フリーで挽回し総合11位となった。

### 27歳・世界選手権銅メダル獲得
2010-2011シーズン、フィンランディア杯で優勝。GPシリーズでは、中国杯、ロシア杯共に2位、2年連続のGPファイナルでは4位となった。全日本選手権ではショートで3回転ルッツが回転不足になるジャンプの着氷ミスが響き4位に終わり、世界選手権代表入りを逃した。3年連続で出場した四大陸選手権も7位と振るわなかった。

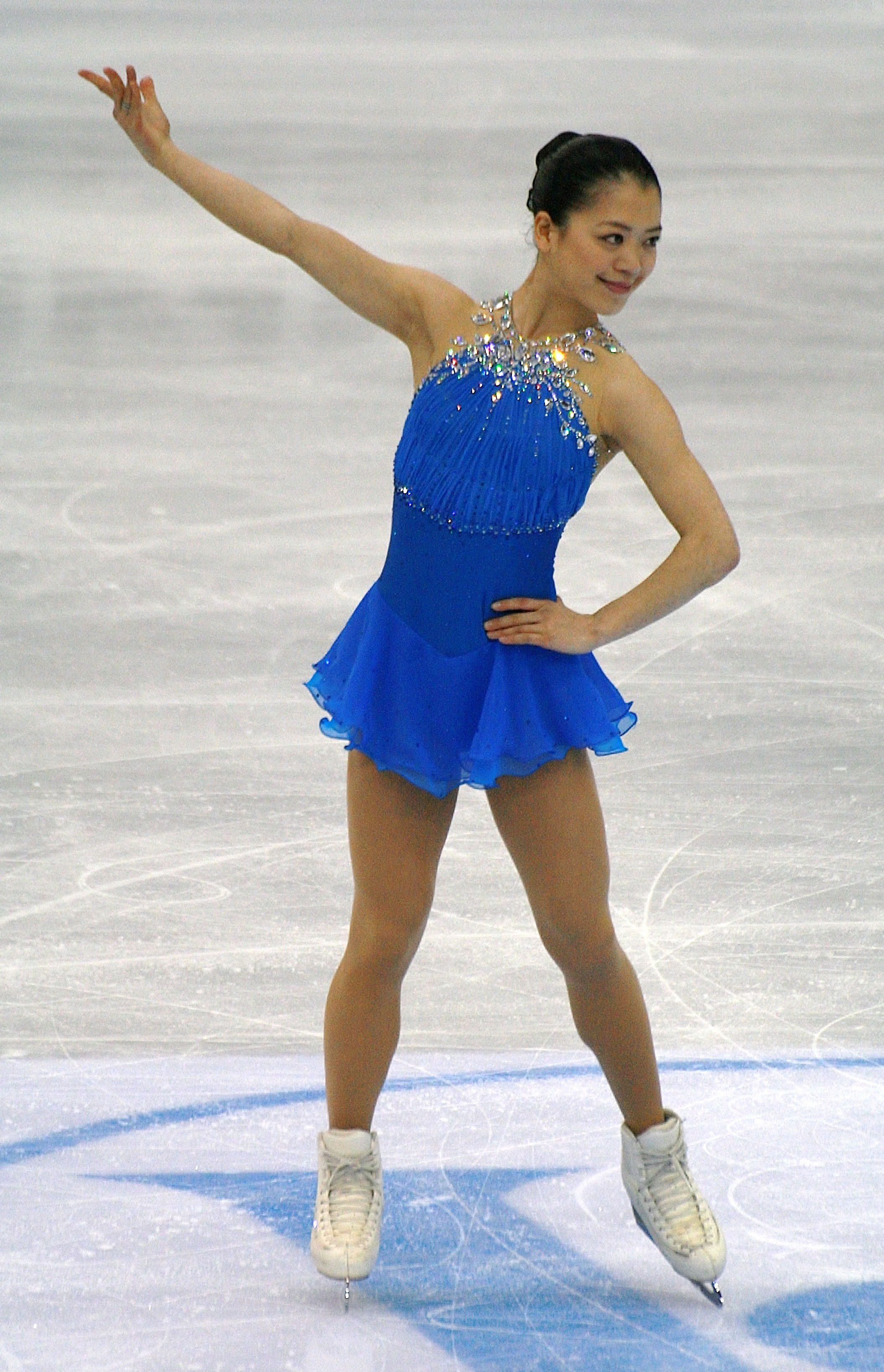
銅メダルを獲得した2012年世界選手権

2011-2012シーズン、スケートカナダでは2位、NHK杯ではSPで自身初となる3回転トウループ―3回転トウループのコンビネーションジャンプを成功させ、SP及びトータルスコアで当時の自己ベストをマークし2年ぶりのGPシリーズ優勝、3年連続のGPファイナル進出を決めた。そのGPファイナルでは2位に入り銀メダルを獲得。全日本選手権では優勝の浅田に次いで2位、2年ぶり2回目の世界選手権代表入りを決めた。
翌2012年3月の世界選手権は、SPでステップからの3回転ルッツが2回転となる失敗で5位と出遅れたが、フリーでは中盤3連続ジャンプの回転不足や終盤1回転ルッツのミス以外はうまくまとめて2位となり、総合3位に入り銅メダルを獲得した。なお27歳で世界選手権のメダル獲得は、日本選手では鈴木が最年長となる（それ以前は村主章枝が2006年世界選手権2位・銀メダルを獲得した当時で25歳だった）。初出場となった世界国別対抗戦では、SPでパーソナルベストを更新し2位。フリーも2位だったものの、女子シングルでは総合1位となり日本代表の総合優勝に大きく貢献した。
2012-2013シーズン、スケートカナダ及びNHK杯ではSPが共に5位発進と不本意だったが、フリーでは共に1位の好演技により両大会続けて2位に入り、4年連続のGPファイナル進出となる。特にNHK杯のフリーでは2回の3回転ルッツのエッジエラー判定や3回転ループの回転不足といった細かいミスはあったものの他は完璧の演技を披露。126.62という自己最高得点をマーク。しかしGPファイナルは、フリーで2回ジャンプ転倒が響いて総合3位に留まった。全日本選手権ではSPで首位に立ち、初優勝が期待されたものの、フリーではジャンプのミスや回転不足が重なり、総合4位に終わった。
地元日本・大阪開催の四大陸選手権ではトータルでパーソナルベストを更新し総合2位に入った。2大会連続のメダル獲得なるか注目された世界選手権に出場したが、SPではジャンプの回転不足などで7位と出遅れ、挽回を狙ったフリーでもコンビネーションが抜けるなどミスが重なり、総合12位と振るわなかった。

### 28歳・全日本選手権初優勝・ソチ五輪8位連続入賞
2013-2014シーズン、この頃より、井上智子がスポーツトレーナーとしてサポートに入り、体幹トレーニングを強化。スケートカナダで2位、NHK杯では3位と、惜しくもGPファイナル進出は果たせなかった。しかし、全日本選手権ではSPで2位発進だったが、フリーではGOEでマイナスが一つも付かない会心の演技を披露し、過去13回出場した同大会で悲願の初優勝を果たした。なお、全日本選手権の女子シングルで28歳での優勝および冬季オリンピック代表選出は、鈴木が最年長記録となる。
2014年2月のソチオリンピックにおいては、両足小指に魚の目の痛みに悩まされる中、団体戦のフリースケーティングに出場したが4位、日本代表としては総合5位に終わる。個人戦のSPではミスが出て8位、フリーでも転倒し8位となり総合8位に留まったが、女子フィギュアスケート日本代表選手としては史上5人目と成る、冬季五輪2大会連続入賞を達成した。

### 29歳・世界選手権出場を最後に引退
通算4回目の出場だった2014年3月、さいたま市での世界選手権では、SPで自身初の70点台を叩き出し4位発進。フリーでは序盤3ルッツからの3連続コンボが2ルッツに失敗、又ジャンプの回転不足が重なるなど総合6位留まりだった。それでも29歳での世界選手権入賞達成（8位以内）は、日本女子シングル種目において最年長記録である。この大会を最後に、フィギュアスケート競技生活から現役引退を発表した。

### 引退後
2015-16シーズン、本郷理華選手のショートプログラム（曲はインカンテーション シルク・ドゥ・ソレイユ『キダム』より）で振付師としてデビューした。前シーズンで自身のアドバイスが本郷選手のグランプリシリーズ・ロシア杯優勝に結びついたことが、きっかけになった。その後、横井ゆは菜、松田悠良、永井優香、イム・ウンスらの振付を担当した。2017年7月4日、日本オリンピック委員会のアスリート委員に選出された。
現在はフィギュアスケートの振付、アイスショーの出演、スケートの解説、スケート関連のテレビ・ラジオ番組出演等を主に活動中である。

## 技術・演技
スケーティングやエッジワークの巧みさは群を抜く。ジャンプでは主にループとサルコウを得意とするが、ルッツとフリップがやや苦手で、特にルッツで時折エッジエラー判定を受けることがある。

## 主な戦績

### 2004年以降
| 大会/年              | 2004-05 | 2005-06 | 2006-07 | 2007-08 | 2008-09 | 2009-10 | 2010-11 | 2011-12 | 2012-13 | 2013-14 |
| -------------------- | ------- | ------- | ------- | ------- | ------- | ------- | ------- | ------- | ------- | ------- |
| 冬季オリンピック     |         |         |         |         |         | 8       |         |         |         | 8       |
| 世界選手権           |         |         |         |         |         | 11      |         | 3       | 12      | 6       |
| 四大陸選手権         |         |         |         |         | 8       | 2       | 7       |         | 2       |         |
| 全日本選手権         | 12      | 12      | 10      | 5       | 4       | 2       | 4       | 2       | 4       | 1       |
| GPファイナル         |         |         |         |         |         | 3       | 4       | 2       | 3       |         |
| GPNHK杯              |         |         |         |         | 2       |         |         | 1       | 2       | 3       |
| GPスケートカナダ     |         |         |         |         |         | 5       |         | 2       | 2       | 2       |
| GPロステレコム杯     |         |         |         |         |         |         | 2       |         |         |         |
| GP中国杯             |         |         |         |         |         | 1       | 2       |         |         |         |
| フィンランディア杯   |         |         |         |         | 1       |         | 1       |         |         | 2       |
| トリグラフトロフィー |         |         |         |         |         |         | 1       |         |         |         |
| ウィンターゲームズNZ |         |         |         |         |         | 1       |         |         |         |         |
| ネーベルホルン杯     |         |         |         |         | 3       |         |         |         |         |         |
| チャレンジカップ     |         |         |         | 1       |         |         |         |         |         |         |
| ゴールデンスピン     |         | 7       |         | 1       |         |         |         |         |         |         |
| ユニバーシアード     | 8       |         | 1       |         |         |         |         |         |         |         |
| 団体戦               |         |         |         |         |         |         |         |         |         |         |
| 冬季オリンピック     |         |         |         |         |         |         |         |         |         | 5 団体  |
| 世界国別対抗戦       |         |         |         |         |         |         |         | T1 / P1 | T3 / P1 |         |
| ジャパンオープン     |         |         |         |         |         |         |         | 3 団体  | 1 団体  |         |

### 2003年以前
| 大会/年              | 1998-99 | 1999-00 | 2000-01 | 2001-02 | 2002-03 |
| -------------------- | ------- | ------- | ------- | ------- | ------- |
| 四大陸選手権         |         |         |         | 8       |         |
| 全日本選手権         |         |         | 4       | 4       | 9       |
| 世界Jr.選手権        |         |         | 7       |         |         |
| 全日本Jr.選手権      | 3       | 5       | 2       | 5       | 5       |
| JGPファイナル        |         |         |         | 3       |         |
| JGP北京              |         |         |         |         | 5       |
| JGPアリゾナ          |         |         |         |         | 1       |
| JGPSBC杯             |         |         |         | 1       |         |
| JGPチェコスケート    |         |         |         | 3       |         |
| JGPピルエッテン      |         |         | 8       |         |         |
| JGPウクライナ記念    |         |         | 6       |         |         |
| JGPサルコウ杯        |         | 7       |         |         |         |
| ムラドスト杯         |         | 1 J     |         |         | 1 J     |
| トリグラフトロフィー | 2 J     |         |         |         |         |

### 詳細
| 2013-2014 シーズン    |                                                      |         |          |          |
| 開催日                | 大会名                                               | SP      | FS       | 結果     |
| 2014年3月24日 - 30日  | 2014年世界フィギュアスケート選手権（さいたま）       | 4 71.02 | 8 122.70 | 6 193.72 |
| 2014年2月6日 - 22日   | ソチオリンピック（ソチ）                             | 8 60.97 | 8 125.35 | 8 186.32 |
| 2014年2月6日 - 22日   | ソチオリンピック 団体戦（ソチ）                      | -       | 4 112.33 | 5 団体   |
| 2013年12月20日 - 23日 | 第82回全日本フィギュアスケート選手権（さいたま）     | 2 70.19 | 1 144.99 | 1 215.18 |
| 2013年11月8日 - 10日  | ISUグランプリシリーズ NHK杯（東京）                  | 2 66.03 | 4 113.29 | 3 179.32 |
| 2013年10月25日 - 27日 | ISUグランプリシリーズ スケートカナダ（セントジョン） | 3 65.76 | 2 127.99 | 2 193.75 |
| 2013年10月4日 - 6日   | 2013年フィンランディア杯（エスポー）                 | 2 64.57 | 3 115.97 | 2 180.54 |

| 2012-2013 シーズン    |                                                    |         |           |           |
| 開催日                | 大会名                                             | SP      | FS        | 結果      |
| 2013年4月11日 - 14日  | 2013年世界フィギュアスケート国別対抗戦（東京）     | 2 66.56 | 1 133.02  | 1 199.58  |
| 2013年3月10日 - 17日  | 2013年世界フィギュアスケート選手権（ロンドン）     | 7 61.17 | 13 103.42 | 12 164.59 |
| 2013年2月8日 - 11日   | 2013年四大陸フィギュアスケート選手権（大阪）       | 2 65.65 | 2 124.43  | 2 190.08  |
| 2012年12月20日 - 24日 | 第81回全日本フィギュアスケート選手権（札幌）       | 1 65.09 | 5 114.94  | 4 180.03  |
| 2012年12月6日 - 9日   | 2012/2013 ISUグランプリファイナル（ソチ）          | 3 65.00 | 3 115.77  | 3 180.77  |
| 2012年11月23日 - 25日 | ISUグランプリシリーズ NHK杯（利府）                | 5 58.60 | 1 126.62  | 2 185.22  |
| 2012年10月26日 - 28日 | ISUグランプリシリーズ スケートカナダ（ウィンザー） | 5 55.12 | 1 120.04  | 2 175.16  |
| 2012年10月6日         | 2012年ジャパンオープン（さいたま）                 | -       | 3 110.07  | 1 団体    |

| 2011-2012 シーズン     |                                                         |         |          |          |
| 開催日                 | 大会名                                                  | SP      | FS       | 結果     |
| 2012年4月18日 - 22日   | 2012年世界フィギュアスケート国別対抗戦（東京）          | 2 67.51 | 2 120.28 | 1 187.79 |
| 2012年3月26日 - 4月1日 | 2012年世界フィギュアスケート選手権（ニース）            | 5 59.38 | 2 121.30 | 3 180.68 |
| 2011年12月23日 - 26日  | 第80回全日本フィギュアスケート選手権（門真）            | 3 59.60 | 1 119.67 | 2 179.27 |
| 2011年12月7日 - 11日   | 2011/2012 ISUグランプリファイナル（ケベック・シティー） | 2 61.30 | 3 118.46 | 2 179.76 |
| 2011年11月10日 - 13日  | ISUグランプリシリーズ NHK杯（札幌）                     | 1 66.55 | 2 119.43 | 1 185.98 |
| 2011年10月27日 - 30日  | ISUグランプリシリーズ スケートカナダ（ミシサガ）        | 4 52.82 | 1 119.44 | 2 172.26 |
| 2011年10月1日          | 2011年ジャパンオープン（さいたま）                      | -       | 3 112.46 | 3 団体   |

| 2010-2011 シーズン    |                                                  |         |          |          |
| 開催日                | 大会名                                           | SP      | FS       | 結果     |
| 2011年4月7日 - 10日   | 2011年トリグラフトロフィー（イェセニツェ）       | 1 57.15 | 2 90.83  | 1 147.98 |
| 2011年2月15日 - 20日  | 2011年四大陸フィギュアスケート選手権（台北）     | 6 57.64 | 7 104.95 | 7 162.59 |
| 2010年12月24日 - 27日 | 第79回全日本フィギュアスケート選手権（長野）     | 7 56.86 | 4 119.10 | 4 175.96 |
| 2010年12月9日 - 12日  | 2010/2011 ISUグランプリファイナル（北京）        | 5 58.26 | 4 115.46 | 4 173.72 |
| 2010年11月19日 - 21日 | ISUグランプリシリーズ ロステレコム杯（モスクワ） | 1 57.43 | 2 115.31 | 2 172.74 |
| 2010年11月5日 - 7日   | ISUグランプリシリーズ 中国杯（北京）             | 2 57.97 | 2 104.89 | 2 162.86 |
| 2010年10月7日 - 10日  | 2010年フィンランディア杯（ヴァンター）           | 2 57.74 | 1 108.83 | 1 166.57 |

| 2009-2010 シーズン       |                                                    |          |          |           |
| 開催日                   | 大会名                                             | SP       | FS       | 結果      |
| 2010年3月22日 - 28日     | 2010年世界フィギュアスケート選手権（トリノ）       | 20 48.36 | 7 111.68 | 11 160.04 |
| 2010年2月12日 - 28日     | バンクーバーオリンピック（バンクーバー）           | 11 61.02 | 7 120.42 | 8 181.44  |
| 2010年1月25日 - 31日     | 2010年四大陸フィギュアスケート選手権（全州）       | 1 58.88  | 2 114.84 | 2 173.72  |
| 2009年12月25日 - 27日    | 第78回全日本フィギュアスケート選手権（門真）       | 4 67.84  | 2 128.06 | 2 195.90  |
| 2009年12月3日 - 6日      | 2009/2010 ISUグランプリファイナル（東京）          | 5 57.54  | 3 116.46 | 3 174.00  |
| 2009年11月19日 - 22日    | ISUグランプリシリーズ スケートカナダ（キッチナー） | 8 53.10  | 5 94.62  | 5 147.72  |
| 2009年10月29日 - 11月1日 | ISUグランプリシリーズ 中国杯（北京）               | 4 59.52  | 1 117.14 | 1 176.66  |
| 2009年8月27日 - 30日     | ウィンターゲームズ ニュージーランド（ダニーデン）  | 1 59.33  | 1 99.77  | 1 159.10  |

| 2008-2009 シーズン    |                                                      |         |          |          |
| 開催日                | 大会名                                               | SP      | FS       | 結果     |
| 2009年2月2日 - 8日    | 2009年四大陸フィギュアスケート選手権（バンクーバー） | 9 55.40 | 8 104.96 | 8 160.36 |
| 2008年12月25日 - 27日 | 第77回全日本フィギュアスケート選手権（長野）         | 6 57.02 | 3 116.96 | 4 173.98 |
| 2008年11月27日 - 30日 | ISUグランプリシリーズ NHK杯（東京）                  | 4 55.56 | 2 112.08 | 2 167.64 |
| 2008年10月9日 - 12日  | 2008年フィンランディア杯（ヴァンター）               | 1 58.40 | 1 112.28 | 1 170.68 |
| 2008年9月25日 - 28日  | 2008年ネーベルホルン杯（オーベルストドルフ）         | 3 55.02 | 3 91.91  | 3 146.93 |

| 2007-2008 シーズン    |                                              |         |          |          |
| 開催日                | 大会名                                       | SP      | FS       | 結果     |
| 2008年3月6日 - 9日    | 2008年エイゴンチャレンジ杯（ハーグ）         | 1 53.70 | 1 98.32  | 1 152.02 |
| 2007年12月26日 - 28日 | 第76回全日本フィギュアスケート選手権（大阪） | 5 58.66 | 5 101.27 | 5 159.93 |
| 2007年11月8日 - 11日  | 2007年ゴールデンスピン（ザグレブ）           | 1 55.62 | 1 101.28 | 1 156.90 |

| 2006-2007 シーズン    |                                                |          |         |           |
| 開催日                | 大会名                                         | SP       | FS      | 結果      |
| 2007年1月17日 - 27日  | ユニバーシアード冬季競技大会（トリノ）         | 1 50.40  | 1 97.84 | 1 148.24  |
| 2006年12月27日 - 29日 | 第75回全日本フィギュアスケート選手権（名古屋） | 11 48.72 | 9 96.50 | 10 145.22 |

| 2005-2006 シーズン    |                                              |          |          |           |
| 開催日                | 大会名                                       | SP       | FS       | 結果      |
| 2005年12月23日 - 25日 | 第74回全日本フィギュアスケート選手権（東京） | 12 45.34 | 15 71.84 | 12 117.18 |
| 2005年11月10日 - 13日 | 2005年ゴールデンスピン（ザグレブ）           | 3 41.69  | 7 69.23  | 7 110.92  |

| 2004-2005 シーズン    |                                                |          |          |           |
| 開催日                | 大会名                                         | SP       | FS       | 結果      |
| 2005年1月12日 - 22日  | ユニバーシアード冬季競技大会（インスブルック） | 7        | 8        | 8         |
| 2004年12月24日 - 26日 | 第73回全日本フィギュアスケート選手権（横浜）   | 13 42.02 | 13 71.84 | 12 113.86 |

| 2002-2003 シーズン    |                                                        |    |    |      |
| 開催日                | 大会名                                                 | SP | FS | 結果 |
| 2003年3月13日 - 15日  | 2003年ムラドストトロフィー ジュニアクラス（ザグレブ）  | 1  | 1  | 1    |
| 2002年12月19日 - 22日 | 第71回全日本フィギュアスケート選手権（京都）           | 6  | 9  | 9    |
| 2002年11月23日 - 24日 | 第71回全日本フィギュアスケートジュニア選手権（名古屋） | 2  | 5  | 5    |
| 2002年10月17日 - 20日 | ISUジュニアグランプリ 北京（北京）                     | 4  | 5  | 5    |
| 2002年9月19日 - 22日  | ISUジュニアグランプリ アリゾナ（スコッツデール）       | 1  | 1  | 1    |

## プログラム使用曲
| シーズン  | SP | FS                                                                                                 | EX |
| --------- | --- | -------------------------------------------------------------------------------------------------- | --- |
| 2013-2014 | 愛の讃歌 作曲：マルグリット・モノー 演奏：古澤巌、編曲：平沼有梨 振付：マッシモ・スカリ                                                                                                | ミュージカル『オペラ座の怪人』より 作曲：アンドルー・ロイド・ウェバー 振付：パスカーレ・カメレンゴ | Love Dance （シルク・ドゥ・ソレイユ KÀより） 作曲：ルネ・デュプレ 振付：宮本賢二She ボーカル：エルビス・コステロ 振付：宮本賢二                                                       |
| 2012-2013 | BATTLE WITHOUT HONOR OR HUMANITY （映画『キル・ビル』より） 作曲：布袋寅泰 映画『レジェンド・オブ・メキシコ/デスペラード』より 作曲：ロバート・ロドリゲス 振付：アンジェリカ・クリロワ | O （オー） （シルク・ドゥ・ソレイユより） 作曲：ブノワ・ジュトラ 振付：パスカーレ・カメレンゴ      | 映画『シェルブールの雨傘』より 作曲：ミシェル・ルグラン 振付：マッシモ・スカリ |
| 2011-2012 | ハンガリアンラプソディー 作曲：フランツ・リスト 演奏：エドウィン・マートン 振付：アンジェリカ・クリロワ                                                                                | こうもり序曲 作曲：ヨハン・シュトラウス2世 振付：パスカーレ・カメレンゴ                            | 映画『ラヴェンダーの咲く庭で』より 作曲：ナイジェル・ヘス 振付：宮本賢二映画『バーレスク』より You Haven't Seen the Last of Me Show Me How You Burlesque 振付：アンジェリカ・クリロワ |
| 2010-2011 | ジェラシー 作曲：ヤコブ・ゲーゼ 振付：宮本賢二 | 屋根の上のバイオリン弾き 作曲：ジェリー・ボック 振付：パスカーレ・カメレンゴ                       | Bellezza 作曲：Wibi Soerjadi 振付：鈴木明子 アイス・クイーン 作曲：Paul Dinletir 振付：坂上美紀、JANSU テネシーワルツ 作曲：ピー・ウィー・キング 振付：鈴木明子                       |
| 2009-2010 | アンダルシア、ファイヤーダンス （『リバーダンス』より） 作曲：ビル・ウィーラン 振付：宮本賢二                                                                                          | ウエストサイドストーリー 作曲：レナード・バーンスタイン 振付：シェイ＝リーン・ボーン               | リベルタンゴ 作曲：アストル・ピアソラ 振付：宮本賢二 カリブ 作曲：ミッシェル・カミロ 振付：宮本賢二                                                                                   |
| 2008-2009 | ラ・カンパネッラ 作曲：フランツ・リスト 振付：宮本賢二 | 黒い瞳 演奏：ロビー・ラカトシュ 振付：本郷裕子、佐藤紀子                                           | リベルタンゴ 作曲：アストル・ピアソラ 振付：宮本賢二 |
| 2007-2008 | ファイヤーダンス （『リバーダンス』より） 作曲：ビル・ウィーラン 振付：阿部奈々美 | 映画『タイタニック』より 作曲：ジェームズ・ホーナー 振付：阿部奈々美                               | 映画『タイタニック』より ジェームズ・ホーナー |
| 2006-2007 | ファイヤーダンス （『リバーダンス』より） 作曲：ビル・ウィーラン 振付：阿部奈々美 | 月光 作曲：ルートヴィヒ・ヴァン・ベートーヴェン 振付：阿部奈々美                                   | It's A Beautiful Day ボーカル：サラ・ブライトマン ノクターン 歌:シークレット・ガーデン 作曲：ロルフ・ラヴランド                                                                       |
| 2005-2006 | ボレロ・ファンタジー 演奏：The Planets 振付：阿部奈々美 | 月光 作曲：ルートヴィヒ・ヴァン・ベートーヴェン 振付：阿部奈々美                                   | |
| 2004-2005 | ボレロ・ファンタジー 演奏：The Planets 振付：阿部奈々美 | 歌劇『サロメ』より 作曲：リヒャルト・シュトラウス                                                  | |
| 2003-2004 | ボレロ・ファンタジー 演奏：The Planets 振付：阿部奈々美 | レッド・ヴァイオリン                                                                               | |
| 2002-2003 | 序奏とロンド・カプリチオーソ 作曲：カミーユ・サン＝サーンス | レッド・ヴァイオリン                                                                               | |
| 2001-2002 | ピアノ協奏曲第1番 作曲：フレデリック・ショパン | ロミオとジュリエット 作曲：ウィリアム・ウォルトン、ニーノ・ロータ、 セルゲイ・プロコフィエフ       | |
| 2000-2001 | スパニッシュ・フォーク・ミュージック | レッド・ヴァイオリン                                                                               | |

## 受賞
- 2007年1月31日 仙台市より「杜の都・市民金メダル」
- 2014年5月13日 豊橋市より「スポーツ特別賞」(今回で5度目)

## 出演

### テレビ
- 第62回NHK紅白歌合戦（NHK総合・ラジオ第1） - ゲスト審査員（2011年12月31日）
- ゴゴスマ -GO GO!Smile!-（CBC、TBS） - 月曜レギュラー（2014年10月 - ）
- NEWS WEB（NHK総合） - 水曜レギュラー「ネットナビゲーター・4期生」(2015年4月 - 2016年3月)
- ハートネットTV（NHK Eテレ） - ゲスト（2017年4月）
- 2018年平昌オリンピック（TBS） - 現地リポーター（2018年2月）
- まちプリ（RKB毎日放送） - 月曜コメンテーター (2021年3月 - 9月）
- 2022年北京オリンピック - 解説（2022年2月）

### ラジオ
- まんまる  (NHKラジオ第1) - 月曜パートナー (2024年4月 - ）

### ミュージック・ビデオ
- Metis「キミに出会えてよかった」[42]（2010年2月3日）

### アニメ
- メダリスト - フィギュアスケート振付[43] (2025年1月5日 - )

## 書籍
- ひとつひとつ。少しずつ。（KADOKAWA/中経出版、2014年4月9日）　ISBN 9784046002976
- 壁はきっと越えられる ―夢をかなえる晩成力（プレジデント社、2014年8月29日）　ISBN 9784833420990
- 笑顔が未来をつくる―私のスケート人生（岩波書店、2015年9月18日）　ISBN 9784000222976
- 「等身大」で生きる―スケートで学んだチャンスのつかみ方（NHK出版、2015年12月9日） ISBN 9784140884751
- プロのフィギュア観戦術（PHP研究所、2015年12月16日） ISBN 9784569827360